# 阿热勒
阿热勒（法語：Agel，法語發音：[aʒɛl]）是法国埃罗省的一个市镇，属于贝济耶区。

## 地理
阿热勒（43°20'16"N, 2°51'12"E）面积12.54 平方千米，位于法国奧克西塔尼大區埃罗省，该省份为法国南部沿海省份，南濒地中海，西南接奥德省，西北接塔恩省和阿韦龙省，东北与加尔省接壤。
与阿热勒接壤的市镇（或旧市镇、城区）包括：比兹米内尔瓦、艾格维沃、圣让德米内尔瓦。

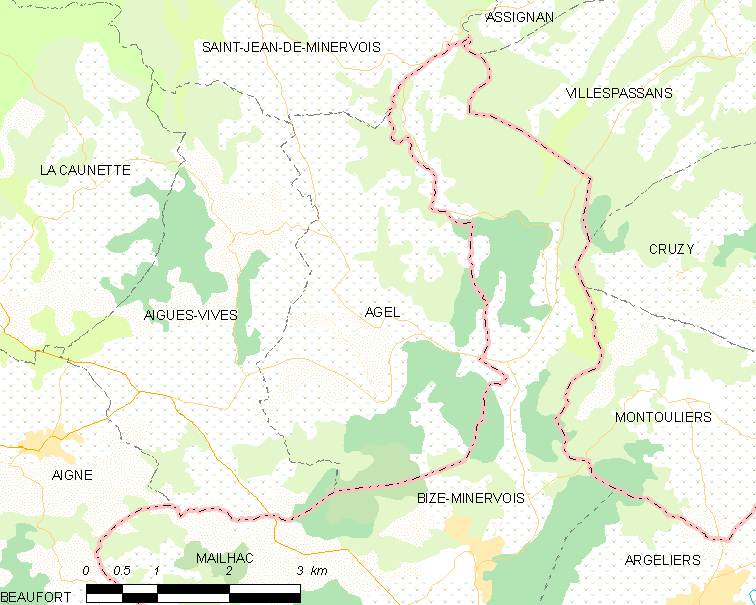
阿热勒的OSM定位图

阿热勒的时区为UTC+01:00、UTC+02:00（夏令时）。

## 行政
阿热勒的邮政编码为34210，INSEE市镇编码为34004。

## 政治
阿热勒所属的省级选区为圣庞斯德托米耶尔县。

## 人口

1962-2008年间阿热勒人口变化图示

阿热勒于2022年1月1日时的人口数量为244人。